# Рисаєво (Мідногорський міський округ)
Риса́єво (рос. Рысаево) — село у складі Мідногорського міського округу Оренбурзької області, Росія.

## Населення
Населення — 319 осіб (2010; 425 у 2002).
Національний склад (станом на 2002 рік):
- башкири — 51 %
- росіяни — 36 %